# 단위 벡터

선형대수학에서 단위 벡터(單位 vector, 영어: unit vector)는 길이가 '1'인 벡터를 뜻한다. 벡터 {\displaystyle v}와 방향이 같은 단위 벡터는 종종 알파벳 위에 곡절 부호(circumflex)를 쓰고, '햇'이라고 읽는다. {\displaystyle {\hat {v}}}로 표기되며, '브이 햇'(영어: v hat)으로 읽는다.

## 정의
노름 공간 {\displaystyle (V,\|\cdot \|)}의 단위 벡터는 노름이 {\displaystyle 1}인 원소이다. 즉, {\displaystyle \|v\|=1}인 {\displaystyle v\in V}이다.
노름 공간의, 영벡터가 아닌 벡터 {\displaystyle v\in V\setminus \{0\}}의 정규화(正規化, 영어: normalization)는 {\displaystyle v/\|v\|}이다. 이는 항상 단위 벡터이며, 원래의 벡터와 방향이 같다.

## 역사
정규화 연산은 윌리엄 로언 해밀턴이 사원수를 연구하면서 도입하였다. 해밀턴은 3차원 단위 벡터를 "버서"(영어: versor)라고 불렀는데, 이는 라틴어: vertere 베르테레[*]에서 왔다. 이는 3차원 단위 벡터로는 (사원수로 간주한) 곱은 사원수의 회전을 정의하기 때문이다.

## 같이 보기
- 데카르트 좌표계
- 좌표계
- 곡선좌표계
- 사차원 속도
- 야코비 행렬
- 극좌표계